# Anticlea chillanensis
Anticlea chillanensis es una especie de polilla perteneciente a la familia Geometridae, descrita por primera vez por Montagu Russell Butler habiendo sido descrita en 1882, con distribución en Chile. El holotipo de la especie fue descrita en los alrededores del termas de Chillán.